# 暴力摩托3
《暴力摩托3》是艺电开发并于1995年在欧美Mega Drive发行的竞速游戏，为暴力摩托系列的第三款游戏。
《GamePro》认为游戏总的来说不错，称赞游戏改进了摩托操控、加入了新武器、着重于打斗元素、强化了画面，但也批评了音乐“激情过头”。《次世代》的一名评论者给游戏3/5星，称赞游戏像3DO版《暴力摩托》那样收录动画和原声，此外还加入了新武器和摩托增强器模式。